# Río Mana
El río Mana es un importante río de la Guayana Francesa. Tiene fama de tener 99 saltos. Sus principales afluentes son la crique Portal, la crique Arouany, la crique Lézard y el río Acarouany. Nace dentro del macizo central de la Guayana al noroeste de la ciudad de Saül.
- Datos: Q640606
- Multimedia: Mana River (French Guiana) / Q640606